# Opération CHAOS
 (avril 2013).
Si vous disposez d'ouvrages ou d'articles de référence ou si vous connaissez des sites web de qualité traitant du thème abordé ici, merci de compléter l'article en donnant les références utiles à sa vérifiabilité et en les liant à la section « Notes et références ».
 (avril 2013).
- Si vous ne connaissez pas le sujet, laissez ce bandeau (vous pouvez alors contacter les auteurs).
- Si vous supprimez le contenu mis en cause (vous pouvez préalablement contacter les auteurs),

argumentez précisément cette suppression dans la page de discussion
(un manque de référence n'est pas un argument ; une recherche réelle de référence doit avoir été effectuée, être formellement documentée).

L'Opération Chaos ou Operation MHCHAOS est un projet d'espionnage interne mené entre 1967 et 1973 par la Central Intelligence Agency pour démasquer de possibles influences étrangères sur le mouvement étudiant opposé à la guerre du Viêt Nam,.
Un département a été créé en 1967 au sein de la CIA sur ordre du président des États-Unis Lyndon B. Johnson et plus tard élargi sous la présidence de Richard Nixon. L'opération a été lancée par le directeur de la Central Intelligence (DCI), Richard Helms, par le chef du contre-espionnage, James Jesus Angleton, et dirigée par Richard Ober. La désignation « MH » dans l'intitulé « Opération MHChaos » signifie que le programme était mené à l'échelle mondiale.

## Opérations Parallèles
Tout au long de sa durée, l'Opération Chaos fait usage des facilités offertes par d'autres programmes de surveillance interne en continu, nombre d'entre elles étant menées par le bureau de la sécurité de la CIA, incluant :
- HTLINGUAL - Visant le courrier échangé entre les États-Unis et l'Union soviétique d'alors, le programme incluait l'examen de la correspondance en provenance et à destination d'individus ou d'organisations placés sur une liste de surveillance ;
- Project 2 - Visant à l'infiltration, par des agents se faisant passer pour des sympathisants dissidents, d'offices du renseignement à l'étranger qui tentaient, à l'instar de l'Opération Chaos, de placer leurs agents au sein d'organisations radicales afin de déterminer l'étendue de leurs activités ;
- Project MERRIMAC - Conçu pour infiltrer le mouvement contre la guerre et les organisations radicales qu'on soupçonnait de pouvoir représenter une menace à la sécurité des biens et du personnel de la CIA ;
- Project RESISTANCE - En collaboration avec les administrateurs des universités, les agents de sécurité sur les campus et les bureaux de police locaux; identification des activistes anti-guerre et des dissidents politiques (sans infiltration) ;
- Domestic Contact Service - axé sur la collecte de renseignements à l'étranger en collaboration avec des citoyens américains, expatriés et consentants.

## Historique
Lorsque le président Nixon arriva au pouvoir en 1969, l'ensemble des activités de surveillance nationale existantes ont été regroupées dans le giron de l'Opération Chaos. L'Opération Chaos utilisa en premier lieu les antennes de la CIA à l'étranger afin d'établir les activités des citoyens américains opposés à la guerre et voyageant à l'étranger, employant des méthodes telles que la surveillance physique et les écoutes électroniques, utilisant pour cela les ressources des « services de liaison » dans le maintien de cette surveillance. Les opérations ont ensuite été élargies pour inclure 60 agents. En 1969, et à la suite de son expansion, l'opération a commencé à développer son propre réseau d'informateurs à des fins d'infiltration de divers groupes anti-guerre établis dans des pays étrangers et susceptibles d'avoir établi des liens avec des groupes américains. Finalement, les agents de la CIA ont élargi le programme afin d'inclure d'autres groupes de gauche ou de la contre-culture sans lien apparent avec la guerre du Vietnam, tels que les groupes opérants au sein du mouvement de libération des femmes. L'espionnage intérieur mené dans le cadre de l'Opération Chaos avait également pris pour cible l'ambassade d'Israël et des groupes juifs comme le B'nai B'rith. Afin de recueillir des renseignements sur l'ambassade et le B'nai B'rith, la CIA avait acheté une société de collecte des ordures afin d'accéder à des documents qui devaient être détruits.
Les cibles de l'Opération Chaos au sein du mouvement anti-guerre comprenaient :
- Students for a Democratic Society ;
- Black Panther Party ;
- Women Strike for Peace.

Officiellement, les rapports devaient être établis sur les contacts « illégaux et subversifs » entre les civils contestataires américains et des « éléments étrangers » qui « peuvent aller de simples contacts, fondés uniquement sur un intérêt mutuel jusqu'aux canaux étroitement contrôlés acheminant les directives des partis ». À son apogée, l'Opération Chaos comprenait des fichiers sur 7 200 Américains, et une base de données totalisant 300 000 civils et environ 1 000 groupes. Le 15 novembre 1967, les premiers résultats des enquêtes menèrent le DCI Richard Helms à rapporter au Président Johnson que l'agence n'avait découvert « aucune preuve de collusion entre les dirigeants des plus éminents mouvements pour la paix et les ambassades étrangères aux États-Unis ou à l'étranger ». Helms réitéra cette évaluation en 1969. Au total, 6 rapports furent compilés pour la Maison-Blanche et 34 pour des fonctionnaires du cabinet.

## Conséquences
En 1973, dans le tollé qui suivit le scandale du Watergate, et qui impliquait deux anciens officiers de la CIA, l'Opération Chaos fut stoppée. Le caractère secret de l'ancien programme fut toutefois exposé lorsque Seymour Hersh a publié un article le 22 décembre 1974 dans le New York Times, intitulé « Grandes Opérations de la CIA signalées aux États-Unis à l'encontre des forces pour la paix et d'autres dissidents pendant les années Nixon, ». L'année suivante, plus de détails encore furent révélés par le « Sous-comité sur l'information gouvernementale et les droits individuels » et son représentant, Bella Abzug. Le gouvernement, en réponse aux révélations, a lancé la Commission sur les activités de la CIA à l'intérieur des États-Unis (La Commission Rockefeller), menant le vice-président Nelson Rockefeller à enquêter sur l'étendue de la surveillance. Richard Cheney, alors chef d'équipe de la Maison-Blanche, indiqua que la Commission Rockefeller tentait d'éviter « […] les efforts du Congrès pour empiéter davantage sur la branche exécutive ». La commission Rockfeller conclut qu'il s'agissait d'une opération critiquable, mais que la CIA s'était déjà réformée.
Suivant les révélations de la Commission Rockefeller, puis DCI, George H. W. Bush déclara qu'« […] en pratique, l'opération conduit à une accumulation inappropriée d'informations sur des activités légitimes ».

## Documents
- (en)[PDF] Chaos, Merrimac, and Resistance
- (en)[PDF] Development of Surveillance Technology & Risk of Abuse of Economic Information